# Dicliptera pumila
Dicliptera pumila är en akantusväxtart som först beskrevs av Gustav Lindau, och fick sitt nu gällande namn av James Edgar Dandy. Dicliptera pumila ingår i släktet Dicliptera och familjen akantusväxter. Inga underarter finns listade i Catalogue of Life.